# Thud!
Thud! è un romanzo fantasy umoristico del 2005 di Terry Pratchett, ambientato nel Mondo Disco. Costituisce il settimo romanzo del ciclo della Guardia'. 

## Trama
Un nano viene ucciso nel sottosuolo di Ankh-Morpork. Le indagini della Guardia sono complicate dall'esistenza di una particolare comunità di nani, votati a vivere nell'Oscurità sotterranea, comunità dotata di una forte autorità politica e religiosa all'interno della più vasta comunità dei nani. Come se non bastasse, si avvicina l'anniversario della battaglia di Koom Valley, dove si scontrarono nani contro troll. 
Il Comandante Vimes riesce a farsi ammettere dai membri della setta sul posto del delitto, accompagnato dal capitano Carota (umano ma cresciuto tra i nani), il sergente Angua (una lupa mannara) e la nuova recluta Salacia "Sally" von Humpeding (una vampira). 
Lord Vetinari vuole una risposta. Il nuovo re dei nani è un alleato di Ankh-Morpork e vuole la pace, ma altri nani sono scontenti di questo stato di cose e attendono solo un pretesto per cercare di rimpiazzarlo con un re più bellicoso. E la città è piena di nani e di troll. Anche se la Guardia si è mostrata pienamente in grado di sedare gli scontri, una guerra coinvolgerà profondamente la città. 
Ma non ci sono solo problemi di tipo politico. Altri nani, segretamente, sono morti, e uno di essi ha invocato una maledizione sulle persone presenti, evocando l'entità vendicatrice chiamata il Richiamo dell'Oscurità (the Summoning Dark / l'Oscurità Invocata).
Infine, un quadro che riporta la Battaglia di Koom Valley (di Methodia Rascal, un artista morto pazzo) è sparito misteriosamente da un museo della città. "Misteriosamente" è la parola corretta, dato che questa lunghissima tela faceva il giro completo di una stanza del museo. 
Ispettori. Nani. Troll. Mazze. Un gioco misterioso, "Thud" in cui il giocatore deve cambiare, a turno, lato e giocare ora il ruolo del nano ora quello del troll. 
Il misterioso Mr. Shine (Splendore). 
Conflitti di autorità tra i capi spirituali dei nani. Nani terrorizzati come Helmclever. Nani ostili a Vimes, come Ardent. Nani ben disposti verso Vimes, come Bashfulsson. 
Il mistero del Codice Koom Valley.
Come se non bastasse, l'attuale fidanzata di Nobby Nobbs è la strabiliante e svampita danzatrice esotica Tawnee. 
La casa del comandante Vimes subisce un attacco suicida da parte di nani della setta e si troverà nella necessità di doversi recare a Koom Valley, entro la giornata, portandosi dietro, oltre alle guardie, l'intera famiglia: Lady Sybil, il neonato Sam, il maggiordomo Willikins, dall'inaspettato quanto utile talento marziale. Vimes scopre con sorpresa che sua moglie è abituata "da generazioni" a situazioni molto più difficili. 
E intanto, l'Oscurità vendicatrice percorre vicoli e calli in una città misteriosa per prendere il controllo di una persona...

## Personaggi
- Samuel Vimes: comandante della Guardia Cittadina e Duca di Ankh. Ex-sbirro e fiero di esserlo. Il secondo uomo più potente di Ankh-Morpork, malgrado quello che pensa del potere.
- Lady Sybil Ramkin: moglie di Samuel Vimes. La donna più ricca e nobile della città, in seguito ai fatti descritti in "A me le guardie!" ha sposato il capitano Vimes. Alleva draghi di palude.
- Il giovane Sam: il figlio di Samuel Vimes e Lady Sybyl.
- Willikins: il maggiordomo.
- Lord Havelock Vetinari: il Patrizio. Il despota illuminato di Ankh-Morpork. Indubbiamente, l'uomo più potente di Ankh-Morpork, proprio per quello che pensa del potere.
- Carota (Carrot Ironfoundersson): capitano della Guardia. Potrebbe diventare l'uomo più potente di Ankh-Morpork e ha scelto di non esserlo.
- Angua (Delphine Angua von Überwald): sergente della Guardia e donna-lupo. Nella sua forma umana è vegetariana.
- Salacia "Sally" von Humpeding: caporale della Guardia e vampira. È un Nastro Nero (Black Ribbon), cioè una vampira astinente.
- Felice/Felicia Culetto (Cheery Littlebottom): alchimista della Guardia. Nana.
- A. E. Pessimal: revisore e in seguito caporale della Guardia.
- Detritus: sergente della Guardia Cittadina. Troll.
- Nobby Nobbs: caporale della Guardia Cittadina. Umano, contro le apparenze.
- Fred Colon: sergente della Guardia Cittadina. Umano.
- Tawnee: danzatrice e (contro tutte le aspettative possibili) fidanzata di Nobbs. Il suo vero nome è (contro tutte le attese) Betty.
- Munstrum Ridcully: Arcicancelliere dell'Università Invisibile. Mago di Settimo Livello.
- Brick: giovane troll S-dipendente (da droghe che cominciano con la lettera "S").
- Mr. Shine: il misterioso Mr. Shine (Splendore).
- Rhys Rhysson: attuale Re dei Nani (Low King: significa il "re basso", ma può essere anche un riferimento a Lion King, il Re Leone).
- Hamcrusher: la vittima. Nano e demagogo.
- Ardent: nano e portavoce degli "anziani". Di temperamento fanatico.
- Bashfulsson: nano e studioso; "anziano". Di temperamento aperto.

## Edizioni
- Terry Pratchett, Thud!, Doubleday, 2005, ISBN 0-385-60867-5.